# Drysdalia rhodogaster
Drysdalia rhodogaster (гірчичночерева змія) — вид отруйних змій родини аспідових (Elapidae). Ендемік Австралії.

## Опис
Середня довжина гірчичночеревої змії становить 40 см. Верхня частина тіла у них коричнева або сіра, голова більш темна, на потилиці жовто-оранжева смуга.

## Поширення і екологія
Гірчичночереві змії Мастерса мешкають на Центральному плато на південному сході Нового Південного Уельсу, від плато Ньюнс до Мерімбули, зустрічаються в сусідніх прибережних районах, а також спостерігалися на Північному плато. Вони живуть в сухих склерофільних лісах, рідколіссях і купинних пустищах. Яйцеживородні, народжують 5 дитинчат. Живляться переважно ящірками.